# Liste der denkmalgeschützten Objekte in Krásný Dvůr
Grundlage dieser Liste der denkmalgeschützten Objekte in Krásný Dvůr ist die ÚSKP-Liste (Ústřední seznam kulturních památek České republiky, deutsch Zentrale Liste der Kulturdenkmäler der Tschechischen Republik), die von der tschechischen Denkmalschutzbehörde NPÚ (Národní památkový ústav, deutsch Nationale Denkmalbehörde) seit 1987 geführt wird und an die seit dem Jahr 1850 geschaffenen Listen anschließt.

## Krásný Dvůr(Schönhof)
| Lage                                   | Objekt                                    | Beschreibung | ÚSKP-Nr.                  | Bild                           |
| -------------------------------------- | ----------------------------------------- | --- | ------------------------- | ------------------------------ |
| Krásný Dvůr 1 (Standort)               | Schloss Krásný Dvůr                       | Schloss und Park Schönhof, eine Barockanlage aus dem 18. Jahrhundert, bestehend aus Gebäuden, einem Park, technischen Einrichtungen und Wasseranlagen. Es war bis zum Jahr 1945 im Besitz der Grafen Czernin von und zu Chudenitz. Nationales Kulturdenkmal mit folgenden Einzeldenkmalen: - Schloss Nr. 1, urspr. ein Herrenhaus aus der Renaissance, 1720–1724 Umbau im Barockstil durch den Architekten Franz Maximilian Kaňka (1674–1766) - Torhaus I und II Nr. 154 und 156 - Wirtschaftsgebäude Nr. 155 und Stall - Hegerhaus I bis III Nr. 48, 53 und 152 - Einfriedung mit Eingangstor - Holländisches Landhaus I und II Nr. 82 und 112, mit Umfassungsmauern (1793–1797 nach Plänen von Andreas Niederhofer) - Statue des Herkules mit einer Keule - Statue des Herkules mit einem Löwen - Schlosspark mit nördlichem und östlichem Parterre - Gedenktafel an die Besucher des Parks, errichtet 1906 von Jaromír Černín (1818–1908) - Gloriette (Sonnentempel) – Rundbau auf acht Pfeilern (1784) - Pan-Tempel mit vier ionischen Säulen (1783–1786) - Chinesischer Pavillon – Glockenturm (1788–1790) - Goethe-Pavillon, genannt Lusthaus – achteckiger Musikpavillon (1784–1786) - Aussichtsturm, auch (neu)gotischer Tempel genannt (1793–1796) - Voliere (achteckiges Glashaus) - Obelisk (1801, zur Erinnerung an den Sieg von Karl Schwarzenberg bei Amberg 1796) - Fischteich I, II, III (Schlossteich, Snílek-Teich und Großer Teich) - Brücke I bis V und Wehr I bis IV - Ruheplatz mit Steinbank unter einer Eiche - Kriegerdenkmal für die Gefallenen des Ersten Weltkriegs - Kaskade (künstlicher Wasserfall) mit Wasserbecken. - Orangerie (Torso) - Ehemalige Reitschule - Torso von Hängebrücken (Torso bei der Marieneiche, sogenannte Teufelsbrücke) - Reste einer Grotte (mit Fragmenten eines Backsteingewölbes) - Reste der Eremitage am Ende der Felsen-Schlucht (1786) - Reste der Einsiedelei als Nachahmung einer Raubritterburg, urspr. mit einem Verbindungstunnel zur nicht mehr existierenden Fachwerkkirche (1786) | 42412/5-1196 Info Katalog | weitere Bilder                 |
| Krásný Dvůr 1 (Standort)               | Schloss Krásný Dvůr                       | Schloss Schönhof. Nationales Kulturdenkmal, urspr. ein Herrenhaus aus der Renaissance, 1720–1724 Umbau im Barockstil durch den Architekten Franz Maximilian Kaňka (1674–1766) | 42412/5-1196 Info Katalog | weitere Bilder                 |
| Krásný Dvůr 154, 156 (Standort)        | Schloss Schönhof: Torhäuser               | Torhaus I und II Nr. 154 und 156 am Eingang zum Ehrenhof vor dem Schloss, einschl. Einfriedung und Eingangstor | 42412/5-1196 Info Katalog | weitere Bilder                 |
| Krásný Dvůr, im Ehrenhof (Standort)    | Schloss Schönhof: Zwei Herkules-Statuen   | Statue des Herkules mit der Keule und Statue des Herkules mit dem Löwen. Die Statuen wurden vom nahe gelegenen Schloss Kaštice (Kaschitz) auf die Südseite des Ehrenhofs von Schloss Schönhof umgesetzt. Die Barockskulpturen stammen vermutlich aus der ersten Hälfte des 18. Jahrhunderts. | 42412/5-1196 Info Katalog | weitere Bilder                 |
| Krásný Dvůr, im Schlosspark (Standort) | Schloss Schönhof: Gloriette               | Gloriette (auch Sonnentempel genannt) – Rundbau auf acht Pfeilern (1784). Auf einer kreisförmigen Fläche befinden sich acht toskanische Säulen, die eine niedrige Kuppel tragen. | 42412/5-1196 Info Katalog | weitere Bilder                 |
| Krásný Dvůr, im Schlosspark (Standort) | Schloss Schönhof: Pan-Tempel              | Pan-Tempel mit vier ionischen Säulen (1783–1786) – antiker Tempel mit einem Säulenportikus in ionischer Ordnung mit dreieckigem Tympanon, drei Reliefs über dem Eingang und den Fenstern zeigen den griechischen Gott Pan. | 42412/5-1196 Info Katalog | weitere Bilder                 |
| Krásný Dvůr, im Schlosspark (Standort) | Schloss Schönhof: Chinesischer Pavillon   | Chinesischer Pavillon und Glockenturm (1788–1790) – ein achteckiger Bau mit einer Laterne und einem Glockenspiel an der Spitze. | 42412/5-1196 Info Katalog | weitere Bilder                 |
| Krásný Dvůr, im Schlosspark (Standort) | Schloss Schönhof: Goethe-Pavillon         | Goethe-Pavillon, genannt Lusthaus – achteckiger Musikpavillon (1784–1786) – achteckiger Bau, der an das Belvedere des Kleinen Trianon in Versailles erinnert. | 42412/5-1196 Info Katalog | weitere Bilder                 |
| Krásný Dvůr, im Schlosspark (Standort) | Schloss Schönhof: Aussichtsturm           | Aussichtsturm, auch (neu)gotischer Tempel genannt (1793–1796) mit drei äußeren offenen Wendeltreppen aus Stein, die den Zugang zur oberen Plattform ermöglichten. | 42412/5-1196 Info Katalog | weitere Bilder                 |
| Krásný Dvůr, im Schlosspark (Standort) | Schloss Schönhof: Voliere                 | Voliere – achteckiges Glashaus, das mit einer Laterne bekrönt ist | 42412/5-1196 Info Katalog | weitere Bilder                 |
| Krásný Dvůr, im Schlosspark (Standort) | Schloss Schönhof: Obelisk                 | Schwarzenberg-Obelisk (1801) – errichtet zur Erinnerung an den Sieg von Karl Schwarzenberg (1771–1820) bei Amberg im Jahr 1796, eine 26 Meter hohe Stele, die den Endpunkt der kilometerlangen Mittelachse des Parks bildet, erbaut vom Steinmetz Josef Junger. | 42412/5-1196 Info Katalog | weitere Bilder                 |
| Krásný Dvůr, im Schlosspark (Standort) | Schloss Schönhof: Ruheplatz mit Steinbank | Ruheplatz mit Steinbank unter einer Eiche | 42412/5-1196 Info Katalog | weitere Bilder                 |
| Krásný Dvůr, im Schlosspark (Standort) | Schloss Schönhof: Kaskade                 | Große Kaskade (künstlicher Wasserfall) mit Wasserbecken (1785) – künstlich geschaffene Felsformation | 42412/5-1196 Info Katalog | weitere Bilder                 |
| Krásný Dvůr, im Schlosspark (Standort) | Schloss Schönhof: Eremitage               | Reste der Eremitage am Ende der Felsen-Schlucht (1786) – eine künstliche Höhle in einem künstlichen Felsmassiv, urspr. mit einem Sarkophag. | 42412/5-1196 Info Katalog | weitere Bilder                 |
| Krásný Dvůr, im Schlosspark (Standort) | Schloss Schönhof: Gedenktafel             | Gedenktafel an die Besucher des Parks, errichtet 1906 von Jaromír Černín (1818–1908) | 42412/5-1196 Info Katalog | weitere Bilder                 |
| Krásný Dvůr, im Schlosspark (Standort) | Schloss Schönhof: Kriegerdenkmal          | Kriegerdenkmal für die Gefallenen des Ersten Weltkriegs | 42412/5-1196 Info Katalog | BW                             |
| Krásný Dvůr, im Schlosspark (Standort) | Bildstock (Boží muka)                     | Bildstock am Snílek-Teich im Schlosspark (1749, aus säulenförmigem Sandstein, umgesetzt aus dem Dorf Chrašťany) | 42937/5-1203 Info Katalog | Bildstock (Boží muka)          |
| Krásný Dvůr, im Ort (Standort)         | Gedenkkreuz (Kříž pamětní)                | Gedenkkreuz | 42392/5-1198 Info Katalog | weitere Bilder                 |
| Krásný Dvůr, im Ort (Standort)         | Denkmal des Zweiten Weltkriegs            | Denkmal für die Opfer des Zweiten Weltkriegs | 42369/5-4982 Info Katalog | Denkmal des Zweiten Weltkriegs |
| Krásný Dvůr, im Ort (Standort)         | Statue des hl. Florian                    | Statue des hl. Florian | 43121/5-1197 Info Katalog | weitere Bilder                 |

## Brody (Prölas)
| Lage               | Objekt                   | Beschreibung             | ÚSKP-Nr.                  | Bild                     |
| ------------------ | ------------------------ | ------------------------ | ------------------------- | ------------------------ |
| Brody (Standort)   | Säule mit Barbara-Statue | Säule mit Barbara-Statue | 43079/5-1200 Info Katalog | Säule mit Barbara-Statue |
| Brody 1 (Standort) | Schloss Brody            | Barockschloss Prölas     | 42340/5-1199 Info Katalog | weitere Bilder           |

## Chotěbudice (Kettowitz)
| Lage                                     | Objekt                  | Beschreibung                    | ÚSKP-Nr.                  | Bild           |
| ---------------------------------------- | ----------------------- | ------------------------------- | ------------------------- | -------------- |
| Chotěbudice, am Dorfplatz (Standort)     | Nischenkapelle          | Nischenkapelle                  | 42998/5-1202 Info Katalog | Nischenkapelle |
| Chotěbudice, westlich vom Ort (Standort) | Kapelle des hl. Stephan | Kapelle des hl. Stephan (Ruine) | 43726/5-1201 Info Katalog | weitere Bilder |

## Chrašťany (Groschau)
| Lage                    | Objekt                    | Beschreibung              | ÚSKP-Nr.                  | Bild                     |
| ----------------------- | ------------------------- | ------------------------- | ------------------------- | ------------------------ |
| Chrašťany (Standort)    | Kapelle der hl. Apollonia | Kapelle der hl. Apollonia | 42409/5-1205 Info Katalog | BW                       |
| Chrašťany 19 (Standort) | Bauernhaus                | Bauerngehöft              | 43117/5-1206 Info Katalog | Bauernhaus               |
| Chrašťany (Standort)    | Nischenkapelle mit Pietà  | Nischenkapelle mit Pietà  | 43616/5-1204 Info Katalog | Nischenkapelle mit Pietà |

## Němčany (Niemtschau)
| Lage                  | Objekt     | Beschreibung | ÚSKP-Nr.                  | Bild       |
| --------------------- | ---------- | ------------ | ------------------------- | ---------- |
| Němčany 22 (Standort) | Bauernhaus | Bauerngehöft | 42764/5-1207 Info Katalog | Bauernhaus |

## Vysoké Třebušice (Hohen Trebetitsch)
| Lage | Objekt               | Beschreibung         | ÚSKP-Nr.                  | Bild           |
| --- | -------------------- | -------------------- | ------------------------- | -------------- |
| Vysoké Třebušice, am östlichen Ortsrand, Kreuzung der Straße Nr. 224 mit der örtlichen Straße (Standort) | Kapelle der hl. Anna | Kapelle der hl. Anna | 43135/5-1211 Info Katalog | weitere Bilder |

## Zlovědice (Lobeditz)
| Lage                                                 | Objekt                       | Beschreibung                         | ÚSKP-Nr.                  | Bild                 |
| ---------------------------------------------------- | ---------------------------- | ------------------------------------ | ------------------------- | -------------------- |
| Zlovědice, östlich des Dorfes (Standort)             | Kirche des Erzengels Michael | Kirche des Erzengels Michael (Ruine) | 43268/5-1208 Info Katalog | weitere Bilder       |
| Zlovědice, am Weg westlich von der Kirche (Standort) | Wegkreuz (Boží muka)         | Wegkreuz                             | 42309/5-1209 Info Katalog | Wegkreuz (Boží muka) |
| Zlovědice 12 (Standort)                              | Bauernhaus                   | Bauerngehöft                         | 43707/5-1210 Info Katalog | Bauernhaus           |